# Toreby Sogn
Toreby Sogn er et sogn i Lolland Østre Provsti (Lolland-Falsters Stift). Sognet ligger i Guldborgsund Kommune (Region Sjælland). Indtil Kommunalreformen i 2007 lå det i Nykøbing Falster Kommune (Storstrøms Amt), og indtil Kommunalreformen i 1970 lå det i Musse Herred (Maribo Amt). I Toreby Sogn ligger Toreby Kirke og Sundkirken.
I Toreby Sogn findes flg. autoriserede stednavne:
- Birket (bebyggelse, ejerlav)
- Brohusene (bebyggelse)
- Flintinge (bebyggelse, ejerlav)
- Flintinge Byskov (areal)
- Frostrup (bebyggelse)
- Fuglsang (ejerlav, landbrugsejendom)
- Geltofte (bebyggelse)
- Grænge (bebyggelse, ejerlav)
- Grænge Mølleby (bebyggelse)
- Grænge Skov (areal)
- Grænge Skovby (bebyggelse)
- Hamborg Skov (areal)
- Hanemose (bebyggelse)
- Kejlsø (areal)
- Krattet (bebyggelse)
- Lilleø (areal)
- Nagelsti (bebyggelse, ejerlav)
- Nagelsti Skovhuse (bebyggelse)
- Priorskov (ejerlav, landbrugsejendom)
- Rosenlund (ejerlav, landbrugsejendom)
- Rykkerup (bebyggelse, ejerlav)
- Skibeholt (bebyggelse)
- Sløsserup (bebyggelse, ejerlav)
- Sløsserup Krat (bebyggelse)
- Strandby (bebyggelse)
- Sundby (bebyggelse, ejerlav)
- Sundby Færgegård (bebyggelse)
- Toreby (bebyggelse, ejerlav)
- Øster Toreby (bebyggelse)